# Grey House
Grey House è un'opera teatrale scritta da Levi Holloway. È andata in scena in prima assoluta all'A Red Orchid Theatre di Chicago il 1 dicembre 2019 e ha debuttato a Broadway al Lyceum Theatre il 30 maggio 2023, con Tatiana Maslany, Paul Sparks e Laurie Metcalf.

## Trama
Max e Henry, una giovane coppia sposata, hanno un incidente stradale, in montagna nell'Oregon, durante una bufera di neve. Essendo la loro autovettura inutilizzabile, si rifugiano in una capanna occupata da un gruppo di ragazze adolescenti e da un'anziana signora che afferma di essere la loro madre. Durante il loro soggiorno, le ragazze lasciano intendere che i loro ospiti non sono giunti in quella casa pre via dell'incidente d'auto, bensì dal loro passato.

## Ruoli e cast principale
| Ruoli       | A Red Orchid Theatre (2019) | Lyceum Theatre (2023)   |
| ----------- | --------------------------- | ----------------------- |
| Max         | Sadieh Rifai                | Tatiana Maslany         |
| Henry       | Travis A. Knight            | Paul Sparks             |
| Raleigh     | Kirsten Fitzgerald          | Laurie Metcalf          |
| Marlow      | Sarah Cartwright            | Sophia Anne Caruso      |
| Bernie      | Kayla Casiano               | Millicent Simmonds      |
| A1656       | Haley Bolithon              | Alyssa Emily Marvin     |
| Squirrel    | Autumn Hlava                | Colby Kipnes            |
| The Boy     | Charlie Herman              | Eamon Patrick O'Connell |
| The Ancient | Dado                        | Cyndi Coyne             |

## Produzione
Grey House è un thriller teatrale scritto da Levi Holloway. Lo spettacolo è stato presentato in anteprima all'A Red Orchid Theatre di Chicago il 1 dicembre 2019. È stato diretto da Shade Murray. Sadieh Rifai, Travis A. Knight e Kirsten Fitzgerald sono stati scelti per i ruoli principali. Ha ricevuto 3 Jeff Awards nel 2020.
Nel febbraio 2023 è stata annunciata una produzione a Broadway. Sarebbe stato diretto da Joe Mantello e prodotto da Tom Kirdahy, Matthew Patrick, Stephanie Patrick e Robert Ahrens. Tatiana Maslany, Paul Sparks, Laurie Metcalf, Sophia Anne Caruso e Millicent Simmonds sono stati scelti per i ruoli principali. Nel marzo 2023, Cyndi Coyne, Colby Kipnes, Eamon Patrick O'Connell e Alyssa Emily Marvin sono stati annunciati come membri del cast. Lo spettacolo è stato presentato in anteprima a Broadway al Lyceum Theatre. Le anteprime sono iniziate il 29 aprile 2023, con una serata di apertura ufficiale il 30 maggio 2023. Sebbene originariamente fosse previsto che durasse fino al 3 settembre 2023, lo spettacolo si è concluso il 30 luglio a causa delle scarse vendite di biglietti.